# 交響曲第3番 (ベートーヴェン)

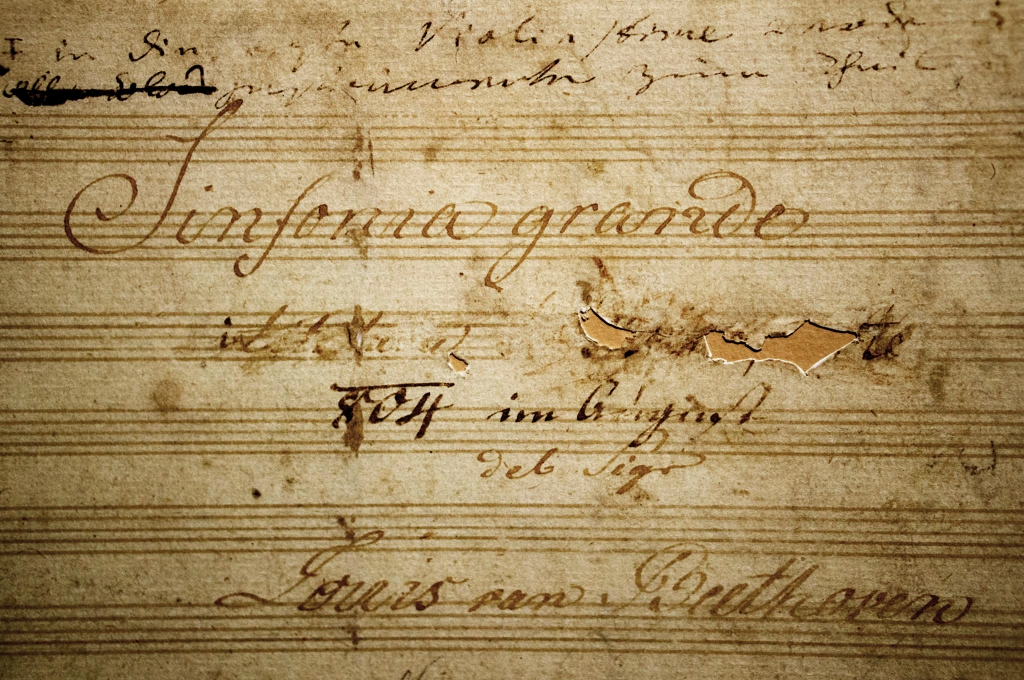
交響曲第3番の浄書総譜表紙（ウィーン楽友協会蔵）

交響曲第3番 変ホ長調 作品55『英雄』（こうきょうきょくだい3ばん へんホちょうちょう さくひん55 えいゆう、原題：伊: Sinfonia eroica, composta per festeggiare il sovvenire d'un grand'uomo 英雄交響曲、ある偉大なる人の思い出に捧ぐ）は、ルートヴィヒ・ヴァン・ベートーヴェンが1804年に完成させた交響曲。『英雄』のほか、イタリア語の原題に由来する『エロイカ』の名で呼ばれることも多い。ベートーヴェンの最も重要な作品のひとつであると同時に、器楽音楽による表現の可能性を大きく広げた画期的大作である。

## 概要
フランス革命後の世界情勢の中、ベートーヴェンのナポレオン・ボナパルトへの共感から、ナポレオンを讃える曲として作曲された。しかし、完成後まもなくナポレオンが皇帝に即位し、その知らせに激怒したベートーヴェンは「奴も俗物に過ぎなかったか」とナポレオンへの献辞の書かれた表紙を破り捨てた、という逸話がよく知られている。
この曲は、ハイドンやモーツァルトなどの古典派の交響曲や、自身の交響曲第1番・第2番からの飛躍が著しい。曲の長大さや、葬送行進曲やスケルツォといったそれまでの交響曲の常識からすると異質にも思えるジャンルとの本格的な融合、マーラーを先取りする「自由に歌うホルン」を取り入れたオーケストレーション、さらに英雄的で雄大な曲想などの点において革新的である。
この曲の題名のように用いられているエロイカ (eroica) は、男性単数名詞を形容する eroico という形容詞が女性単数名詞である sinfonia （交響曲）を修飾するために語尾変化したものである。sinfonia eroica を直訳すると「英雄的な交響曲」となる。したがって交響曲第6番「田園」の場合のように交響曲をもとにして田園の情景を描いたいわゆる標題交響曲とは異なり、「英雄を描写した交響曲」という意味は持っていない。
1817年（第9交響曲を作曲中のころ）、「自作でどれが1番出来がいいと思いますか」という詩人クリストフ・クフナーの質問に対し、ベートーヴェンは即座に「エロイカ」と答え、「第5交響曲（運命）かと思いました」と言う言葉に対しても「いいえ、いいえ、エロイカです!」と否定している。

## 作曲の経緯

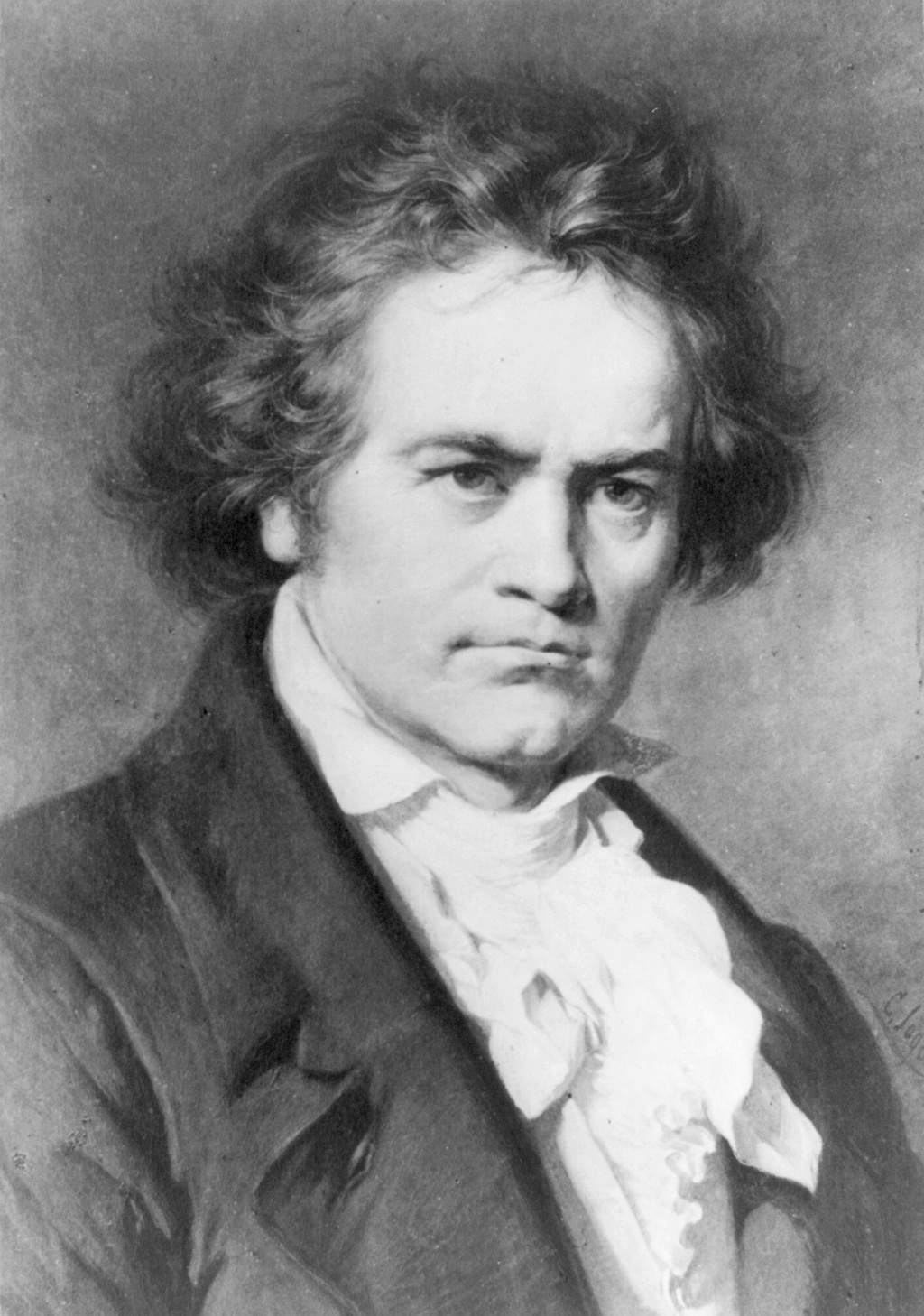
ベートーヴェン

作曲者の「無給の秘書」シンドラーが書いた伝記によると、当時ウィーン駐在のフランス公使だったベルナドット将軍（後のスウェーデン国王カール14世ヨハン）の勧めにより作曲を始めたものとされていたが、このエピソードはシンドラーの創作であるとする説が有力視されており、この交響曲の作曲に着手したきっかけはよくわかっていない。
なお、ナポレオンが皇帝に即位したという知らせを聞いたベートーヴェンが「奴もまた俗物に過ぎなかったか。これから、人々の人権を踏みにじって自分の野心のためだけに奔走し、誰よりも自分が優れていると誇示する暴君になるのだろう」と激怒し、献辞が書いてある表紙を破り取ったという、弟子フェルディナント・リースの回想に基づく有名なエピソードが伝えられている。しかし実際は、ウィーン楽友協会に現存する浄書総譜には表紙を破り取った形跡はなく、表紙に書かれた「ボナパルト」という題名とナポレオンへの献辞をペンでかき消した上に「シンフォニア・エロイカ」と改題され、「ある英雄の思い出のために」と書き加えられている。
ナポレオンへの献呈は取り止めになり、最終的な献呈先はロブコヴィツ侯爵に落ち着いた。この書き足された「ある英雄」が誰であるのかに関しては昔からいろいろ推測されてきたが、ごく最近「この「ある英雄」は、非公開の初演に立会い、1806年7月9日にイェーナの会戦で戦死したプロイセン王子ルイ・フェルディナント（フリードリヒ大王の甥で音楽的才能もあった）ではないか」という説も出てきている。
またそれゆえに、ベートーヴェンが皇帝に即位したナポレオンに激怒したという件についても、事実であるかどうか疑いが持たれている。ベートーヴェンは終始ナポレオンを尊敬しており、第2楽章が英雄の死と葬送をテーマにしているため、これではナポレオンに対して失礼であるとして、あえて曲名を変更し献呈を取り止めたという説もある。

## 演奏の歴史

### 初演
- 1804年12月、ロブコヴィツ邸にて（非公開）
- 1805年4月7日、オーストリア・ウィーンのアン・デア・ウィーン劇場にて（公開）

### 日本初演
- 1909年（明治42年）11月28日、東京・上野の奏楽堂にてA.ユンケル指揮、東京音楽学校管弦楽団（第1楽章のみ）
- 1920年（大正9年）12月4日、東京・上野の奏楽堂にてG.クローン指揮、東京音楽学校管弦楽団（全曲）

## 楽器編成
| 木管         | 木管 | 金管         | 金管         | 打         | 打       | 弦              | 弦 |
| ------------ | ---- | ------------ | ------------ | ---------- | -------- | --------------- | -- |
| フルート     | 2    | ホルン       | 3            | ティンパニ | 一対     | 第1ヴァイオリン | ●  |
| オーボエ     | 2    | トランペット | 2            | 他         |          | 第2ヴァイオリン | ●  |
| クラリネット | 2    | 他           |              | 他         | ヴィオラ | ●               |    |
| ファゴット   | 2    | 他           | チェロ       | 他         | ●        |                 |    |
| 他           |      | 他           | コントラバス | 他         | ●        |                 |    |

作曲当時のオーケストラの一般的な編成ではホルンは2本または4本であるが、この曲はホルン3本という変則的な編成を採用している。第3楽章・トリオではこの3本による演奏が行われる。

## 演奏時間
20世紀中盤は第1楽章の繰り返しを含めず50分程度が多かったが（ヴィルヘルム・フルトヴェングラーなど）、20世紀終盤からは古楽の隆盛による演奏様式の史的考証の進展に伴ってベートーヴェンのメトロノーム指定を尊重する傾向が強まり、繰り返しを含めて42分から48分ほどの演奏が増えている。

## 曲の構成
第1楽章の巨大な展開部と第2展開部に匹敵するコーダ。第2楽章には歌曲風の楽章の代わりに葬送行進曲、第3楽章にはメヌエットの代わりにスケルツォ（ただし、これは第2番でも既に試みられている）、そして終楽章にはロンド風のフィナーレの代わりに変奏曲が配置される。

### 第1楽章 Allegro con brio
変ホ長調。4分の3拍子。 ソナタ形式（提示部反復指定あり）。交響曲第1番および第2番にあったゆっくりした序奏を欠いている。ただし、主部の冒頭に（修飾がつくこともあるが）2回和音が響き、3度目からメロディーが流れていく、というリズムパターンは第1番から第4番まで共通しているのではないか、と指摘する学者もいる。第1主題は「ドーミドーソドミソド」とドミソの和音を分散させたものである。モーツァルトのジングシュピール『バスティアンとバスティエンヌ』K.50（1767年の作）の序曲の主題に酷似しており、ベートーヴェンによる引用という説がある。テーマはチェロにより提示され、全合奏で確保される。その後、経過風の部分に入り、下降動機がオーボエ、クラリネット、フルートで奏される。第2主題は短く、ファゴットとクラリネットの和音の上にオーボエからフルート、第1ヴァイオリンへ受け継がれる。すぐにコデッタとなり、提示部が華やかに締めくくられる。提示部には反復記号があるが、長いので反復されずに演奏されることが多い。展開部は第1番、第2番のそれと比べても遥かに雄大で、245小節に及ぶ。展開部は第1主題を中心にさまざまな変化を示して発展する。再現部は第1主題がさらに劇的に再現されるなど多少の変化を伴うが、ほぼ提示部の通りに進行する。143小節に及ぶ長大なコーダは、ベートーヴェン自身のそれ以前の作品と比較しても、格段に大規模であり、第2の展開部とも言うべき充実内容の濃いものである。（最後のトランペットの音域の問題については下を参照）、最後に最高音域に達した第1ヴァイオリンがなおも半音階をトレモロで上って行き、力強く締めくくられる。半ば標題的な楽想の表現のために不協和音を巧みに使うという個所が、複数の要所に置かれているという意味でも画期的な楽章である。
412小節から第1ホルンがE♭管からF管へ持ち替えて主題を演奏していることもこの曲の特徴の一つでもあるが、そのため前後に（前41小節、後89小節）長い休符があることから、管の差し替えに要する時間を確保しているのではないかと考えられる。

#### コーダにおけるトランペットの第1主題に関して
かつては汎用スコアでの、コーダの655小節からの主題をトランペットが最後まで（662小節まで）吹き通すようにしたハンス・フォン・ビューローによる改変を採用する指揮者が多かったが、20世紀終盤からは本来のオリジナルの形での演奏も増えている。このコーダの主題については、オリジナルではトランペットが657小節3拍目から主題を外れ、低いB♭音を奏する（E♭管なので記譜はG音）。当時のトランペットでは、主題を通して演奏できなかったためと言われているが、実際には当時使用していたトランペットの自然倍音列でも、658小節の高いB♭音までは655小節開始時のスタイルのまま2本のトランペットが1オクターヴ差で主題を演奏することは可能である。659小節から662小節にかけては第2トランペットの音域では倍音列に含まれない音が多く当時のトランペットでは吹くことは出来ない。第1トランペットの高音域でなら659小節1拍目の高いF（記音はD）は倍音系列音なので吹くことができ、659小節3拍目の高いA♭（記音はF）は倍音系列音ではA（記音はF#）になってしまうものの、唇のピッチ調整で主題を演奏することは不可能ではない（この曲の第2楽章をはじめよく使われる音である。ただし金子建志は「音程的に#になってしまうために嫌った可能性が強い」としている）。このため、第2楽章が「葬送行進曲」となっていることと関連し、ニコラウス・アーノンクールはトランペットの脱落を「英雄の失墜（死）」を表すと主張している。ちなみに、ベーレンライター新版では、ブライトコプフ旧全集で八分音符の刻みだった658小節の低いB♭音が、浄書スコアを基に付点二分音符に替わっており、658小節までは1オクターヴ下げて主題を吹くことになるため、トランペットが旋律の途中で突然脱落するような様相にはならない。金子建志は657小節から658小節にかけての高いB♭音を避け、その後主題ではなく低いB♭を吹かせたのは「英雄の失墜」ではなく単にトランペットの高音の甲高い音色を避けるためだったのではないか、としている。なお、440小節から443小節の主題演奏においても、トランペットは442小節においてメロディーラインを崩されており、同様に高いB♭音は避けられている。ベートーヴェンの交響曲作品においてこの高いB♭音が使われるのは、第6番「田園」の第4楽章の雷雨の場面、85小節と第８番の第４楽章330小節から333小節だけである。

### 第2楽章 Marcia funebre: Adagio assai
ハ短調。4分の2拍子。葬送行進曲。A-B-A'-C-A"の小ロンド形式。ベートーヴェンの長大楽章によく見られることだが、三部形式、あるいはソナタ形式に類するところも見られる複雑な構造を持っている。(A)は、まず「葬送行進曲」の名にふさわしい主要主題が第1ヴァイオリンで現れる。これがオーボエに移された後、対旋律が変ホ長調で提示され、やはりこれも第1ヴァイオリンからオーボエに移され、コデッタ調の経過で締められる。ここまではソナタ形式の提示部に近い。続く第1副部(B)はハ長調に転調し、伸び伸びとした旋律が木管でフーガ調に広がりながら、明るく壮大な頂点を築く。再び主要主題(A')が戻るが、これは、主要主題を第1ヴァイオリンの原型で一度示すだけで、すぐに悲痛な第2副部(C)を呼び込む。（(A')はあまりに短いので、(B)と(C)の橋渡しにすぎないと考えれば、全体はA-B-C(B')-A"という三部形式に近いものともとれる）(C)は、(B)の主要旋律と類似したものがヘ短調で第2ヴァイオリンから出て、やはりフーガを形成しながら、緩徐楽章にはかつて見られなかったような金管とティンパニの威力や、不協和音の効果も交えて、クライマックスを築く。これを収束させていくリズムが刻まれるなかでソナタ形式の再現部のような(A")部に入る。主要主題、対旋律と続き、コデッタ調の経過部分では、(A)の弦で刻まれていた「ダダダ・ダン」というリズムがティンパニで繰り返される。その後、38小節に及ぶ厳かなコーダに入り、余韻を引きながら静かに終了する。
第1副部(B)の冒頭にMaggiore（長調の意、ここでハ長調に転調する）、第2主部(A')の冒頭にMinore（短調、ハ短調に戻る）と記されている。

### 第3楽章 Scherzo: Allegro vivace
変ホ長調。4分の3拍子。複合三部形式。冒頭4小節の第1ヴァイオリンによる主題は「B(変ロ)C(ハ)B-CBC」の反復なので「BC-BC-BC」にも聴こえヘミオラとなっている。トリオ（中間部）ではホルン三重奏が見られ、特に第2ホルンはストップ奏法を多用する、当時としては難度の高いものとなっているが、緊張感のある音となるので、トリオのコーダでは大きな効果を得られる。ベートーヴェンが当時のホルンの特色を熟知していたことを示す一例であるが、音色が均質な現代のヴァルヴ・ホルンでは逆にそういった効果は得がたい。終結部では2分の2拍子になる部分もあり、総じて可変拍子的な感覚が多用されている。

### 第4楽章 Finale: Allegro molto
変ホ長調。4分の2拍子。自由な変奏曲の形式。パッサカリアであるという指摘もある。主題と10の変奏による。ただし、第4、第7変奏については、ソナタ形式における展開部の様相を示すため、変奏に数えず変奏と変奏の間の間奏のような形で捉えることもある。第10変奏もコーダの様相を示すため、変奏に数えないことがある。
第4楽章の主題はバレエ音楽『プロメテウスの創造物』の終曲から転用している。ベートーヴェンは他にもこの主題をピアノのための変奏曲（通称：エロイカ変奏曲）にも用いているが、本交響曲以降この主題を用いた楽曲を書いていない。
なお、第1楽章で避けられたトランペットの高いB♭音は、316小節においてこの楽章でも注意深く避けられている。381小節からは当時としては珍しく、第1ホルンが協奏曲ばりに半音階を含む主題を朗々と奏でる。

## 前後の作品
- 作品番号
  - 作品54 ピアノソナタ第22番 - 作品55 交響曲第3番 - 作品56 ピアノ、ヴァイオリン、チェロのための三重協奏曲
- 交響曲
  - 交響曲第2番 - 交響曲第3番 - 交響曲第4番

## 楽譜
ブライトコプフ・ウント・ヘルテル社によって旧ベートーヴェン全集が1860年代に出版されて以来、他のベートーヴェン作品同様、旧全集やその改訂版が演奏されて来たが、研究が進むにつれてベートーヴェンが関わった原稿や初版譜の点検が行われ、旧全集の譜面との差異が明らかになり、新たな楽譜を作ろうとする動きが出て来た。
- ベートーヴェンの生前出版された『英雄』の楽譜はパート譜が最初で、それを元にロンドンとボンの出版社からスコアが出版された。そのため両版には食い違いがみられる。自筆スコアは失われているが、ベートーヴェンの立会った演奏で実際に用いられた筆写スコアとパート譜が残っている。
- ベートーヴェン作品の新しい全集を企画したボンのベートーヴェン研究所は、バティア・チャーギン (Bathia Churgin) の校訂で第3、4番をヘンレ社から刊行すると発表した。チャーギンは筆写スコアに残るベートーヴェンが訂正した箇所が「ほぼ全ページにある」と言い、写譜師の不注意によって逆にベートーヴェンの意図を確認できることに感謝せねば、とさえ書いている。そうした新発見が多数反映される予定だった新全集は、1996年に出版の目処がついたという報が流れた。ヘンレ社は出版準備中を告知、第4番以降も印刷作業に入り、資料評価の経緯を記した校訂報告の作成が難航、という関係者の非常に現実的な証言もあったが、実際の刊行は行われなかった。ベートーヴェン研究所の資金難と版刻師の人手不足が主な原因といわれる。交響曲の他の巻も、新資料の発見による校訂のやり直しなど様々な問題を抱えている。以来交響曲の巻は10年以上出版が無く、2013年にようやく再告知、4番とともに交響曲第2巻として刊行が実現した。同年末に5・6番を収録した第3巻も刊行された。
- 新全集版が刊行停止している間に『英雄』の原典版は2種類刊行された。ベーレンライター社から、実演・録音で賛否両論を捲き起こした『第九』同様ジョナサン・デルマー校訂の原典版が刊行されている。この版は出版前にジョン・エリオット・ガーディナーなどの指揮者が試験的に採用しており、新発見が反映されただけでなく、演奏上の問題を考慮した楽譜という点でも画期的なものである。旧全集の出版社ブライトコプフ社も東西ドイツ統一直前にペータース社の原典版を準備していたペーター・ハウシルトの校訂で新版を出した。現在まで残る手稿、初版のパート譜・スコアなどあらゆる資料を参照して作成された批判校訂版となった。
- なお、『英雄』旧全集版は当時ドレスデンの宮廷楽長でチェリスト、作曲家、指揮者として活躍していたユリウス・リーツが校訂したものである。旧全集では他に『田園』がリーツの校訂である。

## 楽曲が用いられた作品
- テレビアニメ『ルパン三世』（第2シリーズ、日本テレビ）第89話『ドロボウ交響曲を鳴らせ』
- テレビアニメ『科学忍者隊ガッチャマンF』、敵役であるエゴボスラー伯爵のサブテーマ曲になっており、劇中でしばしば本曲を聞き惚れるシーンがある。
- 漫画『のだめカンタービレ』 Sオケのデビュー曲に加え、千秋真一が初めて聴衆の前で指揮棒を振って演奏した曲でもある。Sオケ創設者のシュトレーゼマンが演奏予定だったものの指導を放棄した為、千秋が事実上の代役をする事に成り、新装版13巻の最終話で千秋がシュトレーゼマンに向けて、「実はあなたのエロイカ聞いていないんです」と言う顛末に成った。
- 映画『スパイ・ゾルゲ』作品最後、ドイツ再統一のニュースが流れる1990年のシーンに第4楽章が使用された。
- 映画『路上のソリスト』ではナサニエル・エアーズ役のジェイミー・フォックスがナサニエルの少年期～ジュリアード学院在籍時の練習曲として、第一楽章をチェロで弾くシーンが何回か登場する。
- 「銀河英雄伝説」の「我が征くは星の大海」において、ヤンが歴史ビデオを見るシーンはナポレオン時代のものであり、その時のBGMがこれである。また本編OVAにも複数回使用されている。第2話、第37話、第38話など。
- 特撮テレビドラマ「爆竜戦隊アバレンジャー」にこの曲をモチーフとする巨大怪物が登場する。